# Dane Byers
Dane Byers (* 21. Februar 1986 in Nipawin, Saskatchewan) ist ein ehemaliger kanadischer Eishockeyspieler, der im Verlauf seiner aktiven Karriere zwischen 2002 und 2019 unter anderem 14 Spiele für die New York Rangers in der National Hockey League (NHL) auf der Position des linken Flügelstürmers bestritten hat. Darüber hinaus absolvierte Byers annähernd 600 weitere Partien in der American Hockey League (AHL) und war eine Spielzeit für die Kölner Haie in der Deutschen Eishockey Liga (DEL) aktiv.

## Karriere
Byers spielte während seiner Juniorenzeit zwischen 2002 und 2006 bei den Prince Albert Raiders in der kanadischen Juniorenliga Western Hockey League (WHL). Nachdem er im NHL Entry Draft 2004 in der zweiten Runde an 48. Stelle von den New York Rangers aus der National Hockey League (NHL) ausgewählt worden war, verbrachte der Stürmer zwei weitere Spielzeiten in der WHL.
Zum Ende der Saison 2005/06 lief er erstmals im Farmteam der Rangers, dem Hartford Wolf Pack, aus der American Hockey League (AHL) auf. Die beiden folgenden Spielzeiten verbrachte Byers als Stammspieler im Kader des Wolf Pack. Zum Ende der Saison 2007/08 wurde er erstmals in den NHL-Kader der New York Rangers berufen. Das folgende Spieljahr 2008/09 verpasste er fast komplett aufgrund einer schweren Verletzung. Aufgrund einiger Verletzungen im Kader der Rangers wurde er schließlich im Oktober 2009 erneut in der NHL-Kader berufen, hierbei gelang ihm sein erstes Tor in der NHL gegen die Minnesota Wild. Im November 2010 schickten ihn die Rangers in einem Transfergeschäft zu den Columbus Blue Jackets. Im Gegenzug wechselte Chad Kolarik zu den Rangers.
Nur drei Monate später folgte Ende Februar 2011 ein erneuter Wechsel. Kurz vor der Trade Deadline tauschten ihn die Blue Jackets zusammen mit Rostislav Klesla gegen Scottie Upshall und Sami Lepistö von den Phoenix Coyotes. Bei deren AHL-Kooperationspartner San Antonio Rampage beendete der Angreifer die Saison. Im Juli 2011 unterzeichnete Byers als Free Agent einen Zweiwegevertrag für ein Jahr bei den Columbus Blue Jackets. Dort kam er zu acht NHL-Einsätzen und verbrachte die restliche Zeit bei den Springfield Falcons in der AHL. Im Anschluss verpflichteten ihn die Edmonton Oilers, die ihn allerdings auch nur bei den Oklahoma City Barons einsetzten, ehe er sich im Jahr 2013 den Hershey Bears anschloss, für die er zwei Spielzeiten als Mannschaftskapitän aktiv war.
Nach der Saison 2014/15 wechselte Byers nach Europa, wo ihn Tampereen Ilves aus der finnischen Liiga zur Probe unter Vertrag nahm. Nach Ablauf dieses Probevertrages wechselte er innerhalb der Liiga zu den Pelicans Lahti. Im Mai 2016 schloss sich der Kanadier für die Saison 2016/17 den Kölner Haien aus der Deutschen Eishockey Liga (DEL) an. Der Vertrag wurde trotz passender Leistung nicht verlängert, weil ein anderer Spielertyp im Verein gesucht wurde. Im Sommer 2017 zog es Byers in die britische Elite Ice Hockey League (EIHL) zu den Manchester Storm, wo der 33-Jährige seine aktive Karriere nach dem Ende der Spielzeit 2018/19 beendete.

### International
Mit der kanadischen U18-Nationalmannschaft nahm Byers an der U18-Junioren-Weltmeisterschaft 2004 teil. Dabei belegte er mit der Mannschaft den vierten Platz. Der Angreifer kam in sieben Turnierspielen zu einer Torvorlage.

## Erfolge und Auszeichnungen
- 2004 Teilnahme am CHL Top Prospects Game

## Karrierestatistik

### International
Vertrat Kanada bei:
- U18-Junioren-Weltmeisterschaft 2004

(Legende zur Spielerstatistik: Sp oder GP = absolvierte Spiele; T oder G = erzielte Tore; V oder A = erzielte Assists; Pkt oder Pts = erzielte Scorerpunkte; SM oder PIM = erhaltene Strafminuten; +/− = Plus/Minus-Bilanz; PP = erzielte Überzahltore; SH = erzielte Unterzahltore; GW = erzielte Siegtore; 1 Play-downs/Relegation; Kursiv: Statistik nicht vollständig)